# Psychogena miranda
Psychogena miranda är en fjärilsart som beskrevs av William Schaus 1911. Psychogena miranda ingår i släktet Psychogena och familjen träfjärilar. Inga underarter finns listade i Catalogue of Life.